# Sunshine (film 1916)
Sunshine è un cortometraggio muto del 1916 diretto da Edward F. Cline. Fu il primo film girato da Gloria Swanson alla Keystone Film Company.

## Produzione
Il film fu prodotto dalla Keystone Film Company.

## Distribuzione
Distribuito dalla Triangle Distributing, uscì nelle sale cinematografiche USA il 6 maggio 1916.